# Luchthaven Paros (1982)
Luchthaven Paros, ook wel Paros Panteleio Airport (Grieks: Κρατικός Αερολιμένας Πάρου "Παντελαίειο Αεροδρόμιο Πάρου"), is een voormalige luchthaven in Griekenland. Het lag op het gelijknamige eiland, onderdeel van de eilandengroep Cycladen. Het vliegveld lag in het zuidwesten van het eiland, ongeveer 10 kilometer van de haven van Parikia. Bus- en taxiverbindingen waren aanwezig.
Het vliegveld werd geopend op 5 oktober 1982. Het sloot de deuren op 25 juli 2016 toen de nieuwe luchthaven in gebruik werd genomen.
Vanwege de korte landingsbaan, konden slechts vliegtuigen ter grootte van de kleinere varianten van de Dash 8 en kleiner van het vliegveld gebruikmaken. Het platform kon slechts enkele vliegtuigen herbergen.
Olympic Air was de enige luchtvaartmaatschappij die Paros aandeed. De maatschappij vloog tot 2x per dag van/naar Athene.